# Marićka
Marićka (szerbül: Марићка), falu Bosznia-Hercegovinában, Bosanska krajina területén, Prijedor községben, a Szerb Köztársaságban. 

## Fekvése
Bosznia-Hercegovina északnyugati részén, Banja Lukától légvonalban 30, közúton 44 km-re nyugatra, községközpontjától légvonalban 15, közúton 22 km-re délkeletre, 147 – 182 méteres tengerszint feletti magasságban, a Saničani-tótól délkeletre elterülő, dombos vidéken fekszik. Több településrészből áll.

## Népessége
| Nemzetiségi csoport | Népesség 1991 | Népesség 2013 |
| ------------------- | ------------- | ------------- |
| Szerb               | 1598          | 1026          |
| Bosnyák             | 0             | 0             |
| Horvát              | 5             | 2             |
| Jugoszláv           | 1             | 0             |
| Egyéb               | 28            | 19            |
| Összesen            | 1632          | 1047          |

## Története
A település 1878-ig tartozott az Oszmán Birodalomhoz, ekkor a berlini kongresszus határozata alapján az Osztrák-Magyar Monarchia része lett. 1910-ben a Prijedori járáshoz tartozó településen 218 háztartást, 1188 ortodox, 109 görög katolikus, 10 római katolikus és 2 muszlim lakost találtak.
A monarchia szétesésével 1918-ban előbb a Szerb-Horvát-Szlovén Királyság, majd 1929-től a Jugoszláv Királyság része. 1921-ben a községnek 244 háztartása és 1270 lakosa volt. Jugoszlávia megszállása után a falu a Független Horvát Állam (NDH) része lett. 
1945-től a település a szocialista Jugoszlávia része volt, 1963-ig Omarska községhez tartozott. A boszniai háború idején a település a Boszniai Szerb Köztársaság része volt. A daytoni békeszerződést követő területfelosztásnál a település Prijedor község részeként a Szerb Köztársaság területéhez került.

## Nevezetességei
- Marićka Szent Illés próféta tiszteletére szentelt pravoszláv temploma 1870-ben épült, majd 2003-ban restaurálták és újra felszentelték. A templomban minden vasárnap és ünnepnapon tartanak istentiszteletet. Ennek a templomnak a padlásán találták meg azokat a szentélyajtókat, amelyekre az 1753. július 30-i dátumot vésték, ami a rönktemplom előtt ugyanott álló régebbi templomra utalhat. A templomot Teodor Čanak, annak a Marko Čanaknak a fia építette, aki a rakelići és busnovi templom építője volt. A nyugati oldalon 1898-ban tornácot építettek be, amely fölé fából készült harangláb került. A templom jelentős felújítására került sor 1938-ban, amikor többek között a zsindelyfedést cserépre cserélték, és a szentélyt is díszítették. A 22 ikonból álló ikonosztáz Pavle Žitetski ikonfestő alkotása, mely a templom második restaurálásának idejéből (1938) származik.

- A településen a Szent Illés templom mellett egy 598 év feletti, 33 méter magas tölgyfa található. A tölgy a templom tulajdona.[6]

- Gornja Marićka Szent Péter és Pál apostolok tiszteletére szentelt pravoszláv temploma.

- Donja Marićka Keresztelő Szent János tiszteletére szentelt pravoszláv temploma.

- A Legszentebb Istenanya Mennybevétele tiszteletére szentelt görög katolikus temploma 1911-ben épült. Többször felújították. Nagyon egyszerű felépítésű, téglalap alaprajzú, nyeregtetővel fedett épület.

## Fordítás
- Ez a szócikk részben vagy egészben  a   Crkva svetog proroka Ilije u Marićkoj című bosnyák Wikipédia-szócikk ezen változatának fordításán alapul.  Az eredeti cikk szerkesztőit annak laptörténete sorolja fel. Ez a jelzés csupán a megfogalmazás eredetét és a szerzői jogokat jelzi, nem szolgál a cikkben szereplő információk forrásmegjelöléseként.